# Francis Veber

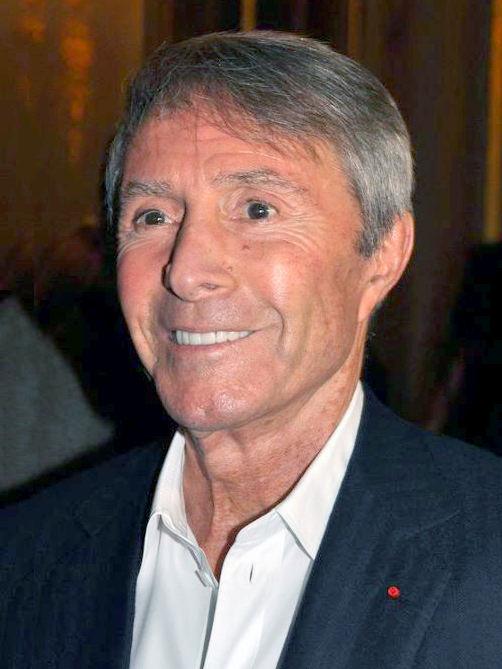
Veber, 2012

Francis Veber (* 28. Juli 1937 in Neuilly-sur-Seine) ist ein französischer Bühnenautor, Journalist, Drehbuchautor, Filmregisseur und Produzent.

## Leben
Der Sohn eines Schriftstellers studierte in Paris Medizin und andere Wissenschaften. Danach betätigte er sich als Reporter und schrieb als freischaffender Autor Bühnensketche, die Theaterstücke Enlèvement (1968), Le contrat (1971) und Dîner de cons (1993) sowie Romane.
Sein erstes Drehbuch verfasste er 1969 für den Film Appelez-moi Mathilde. Als Drehbuchautor war Veber bereits in den 1970er Jahren erfolgreich mit Filmen wie Die Filzlaus oder Der große Blonde mit dem schwarzen Schuh.
Sein erster Film Das Spielzeug mit Pierre Richard wurde sofort ein Erfolg. Einer seiner größeren internationalen Erfolge war Daddy Cool – Mein Vater der Held mit Gérard Depardieu 1994.
Als Drehbuchautor hatte er auch keine Probleme damit, ebenfalls die Vorlagen für US-amerikanische Versionen seiner Erfolgsfilme zu liefern oder sogar selbst als Regisseur ans Werk zu gehen. Sowohl Das Spielzeug (Neuverfilmung als Der Spielgefährte mit Richard Pryor, 1982) als auch Der große Blonde mit dem schwarzen Schuh (Neuverfilmung als Der Verrückte mit dem Geigenkasten mit Tom Hanks, 1985) wurden auf diese Weise umgesetzt. 
Der Bankräuberfilm Die Flüchtigen (1986), bei dem Veber Regie führte, war ein großer kommerzieller Erfolg, worauf er nach Hollywood verpflichtet wurde. Hier inszenierte er die Neuverfilmung Das Bankentrio (1989) mit Nick Nolte und Martin Short, die ebenfalls sehr erfolgreich war. 1995 kehrte Veber zum französischen Film zurück.
In Vebers Filmen und Drehbüchern tragen die Protagonisten häufig den Namen François Pignon oder François Perrin, obwohl es sich offensichtlich nicht um die gleichen Charaktere handelt. Allein Pierre Richard trug in vier Filmen entweder den Namen François Pignon oder François Perrin. Auch Jacques Brel, Patrick Dewaere, Jacques Villeret, Daniel Auteuil oder Gad Elmaleh spielten Charaktere, die diese Namen trugen.

## Filmografie (Auswahl)

### Drehbuch
- 1971: Ein toller Bluff (Il était une fois un flic) – Regie: Georges Lautner
- 1972: Der große Blonde mit dem schwarzen Schuh (Le grand blond avec une chaussure noire)
- 1973: Der Koffer in der Sonne (La valise) – Regie: Georges Lautner
- 1973: Die Filzlaus (L’emmerdeur)
- 1973: Le Magnifique – ich bin der Größte (Le Magnifique)
- 1974: Der große Blonde kehrt zurück (Le retour du grand blond)
- 1975: Angst über der Stadt (Peur sur la ville)
- 1975: Adieu, Bulle (Adieu poulet)
- 1975: Das Kätzchen (Le téléphone rose) – Regie: Edouard Molinaro
- 1976: Ein Tolpatsch auf Abwegen (On aura tout vu!)
- 1978: Damit ist die Sache für mich erledigt (Coup de tête)
- 1978: Ein Käfig voller Narren (La cage aux folles)
- 1979: Telefonliaison (Cause toujours, tu m’interesses) – Regie: Edouard Molinaro
- 1980: Noch ein Käfig voller Narren (La cage aux folles II)
- 1980: Sunday Lovers
- 1982: Zwei irre Typen auf heißer Spur (Partners) – Regie: James Burrows
- 1985: Der Boß (Hold-up)
- 1994: Daddy Cool – Mein Vater der Held (My Father the Hero)

### Regie
- 1976: Das Spielzeug (Le jouet)
- 1981: Der Hornochse und sein Zugpferd (La chèvre)
- 1983: Zwei irre Spaßvögel (Les compères)
- 1986: Die Flüchtigen (Les fugitifs)
- 1989: Das Bankentrio (Three Fugitives)
- 1992: Ein Yuppie steht im Wald (Out on a Limb)
- 1996: Jaguar (Le Jaguar)
- 1997: Dinner für Spinner (Le diner des cons)
- 2000: Ein Mann sieht rosa (Le placard)
- 2003: Ruby & Quentin – Der Killer und die Klette (Tais-toi)
- 2006: In flagranti – Wohin mit der Geliebten? (La doublure)
- 2008: Der Killer und die Nervensäge (L’emmerdeur)

### Literarische Vorlagen
- 1981: Buddy Buddy nach der Vorlage von Die Filzlaus
- 1982: Der Spielgefährte (The Toy) nach der Vorlage von Das Spielzeug
- 1991: Reine Glückssache (Pure Luck) nach der Vorlage von Der Hornochse und sein Zugpferd
- 1995: The Birdcage – Ein Paradies für schrille Vögel (The Birdcage) nach der Vorlage von Ein Käfig voller Narren
- 1997: Ein Vater zuviel (Father’s Day) nach der Vorlage von Zwei irre Spaßvögel
- 2010: Dinner für Spinner (Dinner for Schmucks) nach der Vorlage von Dinner für Spinner